# IK Skovbakken (piłka nożna kobiet)
IK Skovbakken – duński klub piłki nożnej kobiet, mający siedzibę w mieście Aarhus, w środkowej części kraju. Od sezonu 1976 do 2016/17 występował w rozgrywkach Kvindeligaen.

## Historia
Chronologia nazw:
- 1966: Hjortshøj-Egaa Idrætsforening
- 2002: IK Skovbakken
- 2017: klub rozwiązano – po fuzji z VSK Aarhus

Drużyna piłkarska Hjortshøj-Egaa IF została założona w Aarhusie 31 stycznia 1966 roku w wyniku połączenia Skæring-Egå z Hjortshøj. W 1976 roku drużyna debiutowała w rozgrywkach Danmarksturneringen i damefodbold. Pierwszy sukces zespół osiągnął w sezonie 1982, w którym został mistrzem kraju. W 1984 roku po raz drugi zdobył mistrzostwo. Od 1986 do 1991 klub dominował w Dame 1. division, sześciokrotnie z rzędu zdobywając tytuł mistrzowski. W 1993 i 1994 zespół wygrał Puchar Danii. W latach 90. XX wieku zawsze był na podium ligowej tabeli, wygrywając mistrzostwo w sezonach 1996/97 i 1997/98.
Na początku 2002 roku klub zwrócił się do IK Skovbakken z propozycją, aby stać się jego częścią. Na dramatycznym walnym zgromadzeniu w Skovbakken fuzja została zatwierdzona, po czym klub przyjął nazwę IK Skovbakken. W sezonie 2008/09 drużyna zdobyła Puchar kraju, a w 2003, 2006, 2010 dotarła do finału. Oprócz tego 8 razy uplasowała się na trzecim miejscu mistrzostw. W 2015 roku rozpoczęły się rozmowy o utworzeniu jednego silnego klubu w mieście. Już wkrótce Aarhus Fremad wycofał się z pomysłu, a dwa inne miejskie kluby IK Skovbakken oraz Vejlby IK uzgodnili na dwóch kolejnych walnych zgromadzeniach fuzję obu klubów macierzystych w lutym 2016 roku, po czym na kolejnym walnym zgromadzeniu założycielskim 1 lipca 2016 roku został powołany nowy klub o nazwie VSK Aarhus (Vejlby Skovbakken Aarhus). Kobieca sekcja klubu IK Skovbakken w sezonie 2016/17 jeszcze kontynuowała występy w rozgrywkach, po czym w lipcu 2017 dołączyła do VSK Aarhus, tworząc VSK Aarhus.

## Barwy klubowe, strój, herb, hymn
|  |  |

Klub ma barwy żółto-niebieskie. Piłkarki domowe spotkania zazwyczaj grają w żółtych koszulkach, niebieskich spodenkach oraz żółtych getrach. Do 2002 klub reprezentował HEI (Hjortshøj-Egaa Idrætsforening) i miał kolory czerwono-białe.

## Sukcesy

### Trofea międzynarodowe
Klub nigdy nie zakwalifikował się do rozgrywek europejskich.

### Trofea krajowe
| \| \| Zdobyte trofea w rozgrywkach Danii (stan na: 31-05-2023) \| |                                                          |      | |
| Rozgrywki                                                         | Osiągnięcie                                              | Razy | Sezon(y)                                                                                             |
| Mistrzostwo                                                       | I miejsce                                                | 10   | 1982, 1984, 1986, 1987, 1988, 1989, 1990, 1991, 1996/97, 1997/98                                     |
| Mistrzostwo                                                       | II miejsce                                               | 6    | 1983, 1992, 1994, 1995, 1996, 1998/99                                                                |
| Mistrzostwo                                                       | III miejsce                                              | 12   | 1985, 1993, 1999/00, 2000/01, 2001/02, 2003/04, 2004/05, 2008/09, 2009/10, 2010/11, 2011/12, 2016/17 |
| Puchar                                                            | zdobywca                                                 | 3    | 1993, 1994, 2009                                                                                     |
| Puchar                                                            | finalista                                                | 4    | 1997, 2003, 2006, 2010                                                                               |
| II liga                                                           | I miejsce                                                | 0    | |
| II liga                                                           | II miejsce                                               | 0    | |
| II liga                                                           | III miejsce                                              | 0    | |
| Dania                                                             | Zdobyte trofea w rozgrywkach Danii (stan na: 31-05-2023) |      | |

## Poszczególne sezony

### Rozgrywki międzynarodowe

#### Europejskie puchary
Nie uczestniczył w rozgrywkach europejskich.

### Rozgrywki krajowe
| \| Dania \| Bilans występów klubu w rozgrywkach piłkarskich Danii (Stan na 31 maja 2023 r.) \| \| |                                                                                 |        |       |   |   |   |    |    |     |           |        |        |      |
| Poziom                                                                                            | Rozgrywki                                                                       | Sezony | Mecze | Z | R | P | B+ | B– | Pkt | Lata      | Awanse | Spadki | Naj. |
| I                                                                                                 | Kvindeligaen                                                                    | 42     |       |   |   |   |    |    |     | 1976–2017 | 0      | 0      | 1    |
| II                                                                                                | 1. Division                                                                     | 0      |       |   |   |   |    |    |     |           |        |        |      |
|                                                                                                   | Puchar Danii                                                                    | 24     |       |   |   |   |    |    |     | 1993–2017 | 0      | 0      | 1    |
| Dania                                                                                             | Bilans występów klubu w rozgrywkach piłkarskich Danii (Stan na 31 maja 2023 r.) |        |       |   |   |   |    |    |     |           |        |        |      |

## Piłkarki, trenerzy, prezydenci i właściciele klubu

### Trenerzy
- 2007–2009:  Jakob Michelsen
- 201?–2017:  ?

## Struktura klubu

### Stadion
Drużyna rozgrywała swoje mecze domowe na boisku Vejlby/Risskov Centret, który może pomieścić 5.000 widzów.

## Kibice i rywalizacja z innymi klubami

### Derby
- Vejlby IK